# Spilogona fimbriata
Spilogona fimbriata är en tvåvingeart som först beskrevs av Johann Andreas Schnabl 1915.  Spilogona fimbriata ingår i släktet Spilogona och familjen husflugor.
Artens utbredningsområde är Alaska. Inga underarter finns listade i Catalogue of Life.